# Velký Týnec
Velký Týnec (in tedesco Groß Teinitz) è un comune della Repubblica Ceca facente parte del distretto di Olomouc, nella regione di Olomouc.